# 2010 v znanosti
Pomembnejši dogodki v znanosti in tehniki v letu 2010.

## Astronomija in raziskave vesolja
Najdaljši Sončev mrk v 21. stoletju je bil 15. januarja viden nad delom Afrike, Azije in Indijskim oceanom.
Raketoplan Atlantis je z uspešno izstrelitvijo 14. maja poletel na odpravo STS-132 proti Mednarodni vesoljski postaji. To je predzadnja predvidena odprava raketoplana Atlantis in ena od zadnjih odprav programa Space shuttle, ki se bo zaključil z Atlantisovim poletom junija 2011.

## Fizika
Sodelavci Cerna so pričeli s trki delcev pri visokih energijah v velikem hadronskem trkalniku, ki je bil v popravilu od konca leta 2008. S tem se je pričel program raziskav na tej napravi.
Rusko-ameriška ekipa znanstvenikov na Skupnem inštitutu za jedrske raziskave v Dubni je z obstreljevanjem izotopov berkelija ustvarila prve atome elementa z najvišjim atomskim številom doslej – 117, ki je bil do sedaj opisan le teoretično. Element ima začasno ime ununseptij.

## Vede o življenju
Organizacija združenih narodov je leto 2010 proglasila za Mednarodno leto biotske raznovrstnosti z namenom ozaveščanja ljudi o pomenu biodiverzitete za življenje na Zemlji in preživetje človeštva.
Genetska analiza fosilne kosti mezinca, ki so jo arheologi našli leta 2008 v jami v ruskem gorovju Altaj, je pokazala, da gre za še neznano evolucijsko linijo, ki se razlikuje tako od neandertalcev kot od sodobnega človeka. Ostanki so po ocenah stari približno 35.000 let, predvidevajo, da so bitja imela stik tako z neandertalci kot z ljudmi, katerih ostanke so našli v bližini.
7. maja 2010 je mednarodna skupina raziskovalcev v reviji Science objavila sekvenco celotnega genoma neandertalca. Sekvenco, veliko več kot 4 milijarde nukleotidov, so pridobili iz ostankov treh osebkov. Primerjava s človeškim genomom je pokazala, da je neandertalčev genom bolj podoben genomu sodobnih ljudi iz Evrazije kot iz Afrike, kar nakazuje, da je prihajalo do izmenjave genov po selitvi človeka iz Afrike in preden so se ločile različne skupine Evrazijcev.
Znanstveniki pod vodstvom Craiga Venterja so 20. maja 2010 oznanili, da so ustvarili prvi povsem sintetični genom, ki se je pričel uspešno razmnoževati po vstavitvi v celico bakterije Mycoplasma capricolum brez lastnega genoma. To je nov korak na poti do izdelave povsem sintetičnega živega bitja.
V začetku decembra 2010 so mikrobiologi pod vodstvom Felise Wolfe-Simon z Nasinega astrobiološkega inštituta na tiskovni konferenci oznanili odkritje bakterije GFAJ-1, ki naj bi bila sposobna uporabljati arzen namesto fosforja v svojih biološko aktivnih molekulah (vključno z DNK). Skrivnostne napovedi o pretresu na področju iskanja nezemeljskega življenja pred konferenco so vodile do špekulacij v javnosti da so odkrili nezemeljski organizem. Sposobnost popolnega nadomeščanja fosforja z arzenom bi bil dejansko bil prvi dokaz, da lahko obstaja organizem s povsem drugačnim kemizmom kot jih poznamo na Zemlji, vendar so drugi znanstveniki kmalu izpostavili, da ekipa Wolfe-Simonove še ni z ustreznimi molekularnimi tehnikami potrdila vezave arzena točno v DNK in ostalih molekulah, zato gre verjetno samo za zelo učinkovit ekstremofil, ki lahko uspeva samo s sledovi fosforja v svojem okolju.

## Smrti
- 15. januar – Marshall Warren Nirenberg, ameriški biokemik in genetik, nobelovec (* 1927)
- 22. marec – James W. Black, škotski farmakolog, nobelovec (* 1924)
- 5. april – Vitalij Sevastjanov, sovjetski kozmonavt (* 1935)
- 20. maj – Walter Rudin, ameriški matematik (* 1921)
- 3. junij – Vladimir Igorjevič Arnold, ruski matematik (* 1937)
- 6. julij – Tone Wraber, slovenski botanik (* 1938)
- 29. september – Georges Charpak, francoski fizik, nobelovec (* 1924)
- 14. oktober – Benoît Mandelbrot, francosko-ameriški matematik poljskega rodu (* 1924)
- 13. november – Allan Rex Sandage, ameriški astronom in kozmolog (* 1926)
- 22. november – Frank Fenner, avstralski virolog (* 1914)
- 1. december – Adriaan Blaauw, nizozemski astronom (* 1914)

## Nagrade
- Abelova nagrada: John Tate
- Copleyjeva medalja: David Cox, Tomas Lindahl
- Darwin-Wallaceova medalja: Brian Charlesworth
- Fieldsova medalja: Elon Lindenstrauss, Ngô Bảo Châu, Stanislav Konstantinovič Smirnov, Cédric Villani
- Kraljeva medalja: Peter Knight, Azim Surani, Allen Hill
- Medalja Jamesa Craiga Watsona: Margaret Joan Geller

### Nobelove nagrade
- fizika: Andre Geim in Konstantin Novoselov
- kemija: Richard F. Heck, Eiiči Negiši, Akira Suzuki
- fiziologija ali medicina: Robert G. Edwards